# Морская Полиция: Лос-Анджелес (Сезон 12)
Двенадцатый сезон американского телесериала  «Морская полиция: Лос-Анджелес» премьера которого состоялась 8 ноября 2020 года на телеканале CBS, заключительная серия сезона вышла 23 мая 2021 года. Количество серий в сезоне составляет восемнадцать.

## Сюжет
Драма о сложной работе – наблюдении под прикрытием. Отдел особых проектов – подразделение NCIS, которое занимается опасными преступниками, угрожающими безопасности всей страны. Используя фальшивые личности и последние технологии, команда специалистов работает под прикрытием, рискуя собственными жизнями ради достижения цели. Специальный агент Джи Каллен – хамелеон, который способен трансформироваться в кого угодно, чтобы проникнуть в преступный мир.
Его напарник – специальный агент Сэм Ханна, бывший морской котик, который участвовал в боях в Афганистане и в Ираке, эксперт по наблюдению, который использует последние достижения мониторинга для наблюдения за полевыми агентами и связи с ними. Помогает команде специальный агент Кенси Блай, необыкновенно одаренная дочь погибшего морпеха, которая обожает риск, сопутствующий работе под прикрытием. Психолог Нэйт Гетц способен понять мотивы любого человека, он составляет профили преступников и наблюдает за психологическим состоянием оперативников. Эта небольшая команда полагается друг на друга и готова сделать все, чтобы защитить национальные интересы.

## Эпизоды
| № общий | № в сезоне | Название                                                     | Режиссёр           | Автор сценария                        | Дата премьеры   | Произв. код | Зрители в США (млн) |
| --- | ---------- | ------------------------------------------------------------ | ------------------ | ------------------------------------- | --------------- | ----------- | ------------------- |
| 263 | 1          | «Медведь» «The Bear»                                         | Дэннис Смит        | Скотт Геммилл                         | 8 ноября 2020   | 1201        | 6.35                |
| Когда российский бомбардировщик пропадает во время полета над территорией США, Каллен и Сэм должны выследить его в пустыне и обезопасить его оружие и разведданные, прежде чем русские на борту уничтожат самолет. Хэтти дает Нелл загадочное задание. |            |                                                              |                    |                                       |                 |             |                     |
| 264 | 2          | «Военные преступления» «War Crimes»                          | Янгзом Брауен      | Джордана Льюис Джаффе                 | 15 ноября 2020  | 1202        | 6.10                |
| Когда начинается суд над главным старшиной, которого Каллен и Сэм арестовали за военные преступления в прошлом году, команда Морской полиции призвана помочь найти пропавшего звездного свидетеля.                                                     |            |                                                              |                    |                                       |                 |             |                     |
| 265 | 3          | «Злой Карен» «Angry Karen»                                   | Дэннис Смит        | Скотт Геммилл                         | 22 ноября 2020  | 1203        | 6.11                |
| 266 | 4          | «Денежный поток» «Cash Flow»                                 | Янгзом Брауен      | Кайл Харимото                         | 6 декабря 2020  | 1204        | 4.56                |
| 267 | 5          | «Воскрешение мертвых» «Raising the Dead»                     | Терренс О’Хара     | Фрэнк Милитери                        | 6 декабря 2020  | 1205        | 3.86                |
| 268 | 6          | «Если судьба позволит» «If The Fates Allow»                  | Дэн Лью            | Эндрю Бартельс                        | 13 декабря 2020 | 1206        | 6.04                |
| 269 | 7          | «Просроченный» «Overdue»                                     | Терренс О’Хара     | Чэд Мазеро                            | 3 января 2021   | 1207        | 5.73                |
| 270 | 8          | «Любовь убивает» «Love Kills»                                | Дэн Лью            | Скотт Геммилл & Эрин Бродхерст        | 10 января 2021  | 1208        | 5.89                |
| 271 | 9          | «Свершившийся факт» «A Fait Accompli»                        | Эрик А. Пот        | Мэтт Клафтер & Кайл Харимото          | 17 января 2021  | 1209        | 5.57                |
| 272 | 10         | «Дочь водолаза» «The Frogman's Daughter»                     | Тауния Маккирнан   | Индира Гибсон & Джордана Льюис Джаффе | 14 февраля 2021 | 1210        | 6.15                |
| 273 | 11         | «Россия, Россия, Россия» «Russia, Russia, Russia»            | Даниэла Руа        | Р. Скотт Геммилл                      | 21 февраля 2021 | 1211        | 5.92                |
| 274 | 12         | «Не могу оторвать от тебя глаз» «Can't Take My Eyes Off You» | Тауния Маккирнан   | Ли А. Карлайл                         | 28 февраля 2021 | 1212        | 5.83                |
| 275 | 13         | «Красный Ровер, Красный Ровер» «Red Rover, Red Rover»        | Терренс О’Хара     | Эндрю Бартельс                        | 28 марта 2021   | 1213        | 5.57                |
| 276 | 14         | «Благородные девы» «The Noble Maidens»                       | Джеймс Хэнлон      | Чэд Мазеро & Р. Скотт Геммилл         | 4 апреля 2021   | 1214        | 5.55                |
| 277 | 15         | «Синдром самозванца» «Imposter Syndrome»                     | Эрик А. Пот        | Саманта Чейз                          | 2 мая 2021      | 1215        | 5.61                |
| 278 | 16         | «Признаки перемен» «Signs of Change»                         | Дэннис Смит        | Джордана Льюис Джаффе & Индира Гибсон | 9 мая 2021      | 1216        | 5.60                |
| 279 | 17         | «Сквозь зазеркалье» «Through the Looking Glass»              | Фрэнк Милитери     | Фрэнк Милитери                        | 16 мая 2021     | 1217        | 5.85                |
| 280 | 18         | «Повесть о двух Игорях» «A Tale of Two Igors»                | Джон Питер Кусакис | Скотт Геммилл & Кайл Харимото         | 23 мая 2021     | 1218        | 6.18                |

## Производство

### Разработка
6 мая 2020 года американский телеканал CBS продлил телесериал на двенадцатый сезон. Премьера сезона состоялась 8 ноября 2020 года на CBS.

### Съемки
Съемочный процесс двенадцатого сезона назначен на 3 сентября 2020 года на территории США.